# おやべクロスランドホテル
おやべクロスランドホテル（英称：OYABE CROSS LAND HOTEL）は、富山県小矢部市にかつて存在したホテル。
本項目では、ホテル事業休止後の施設『花水木』についても解説する。

## 概要
富山県社会保険協会により運営されていた富山保険福祉センター（ヘルシーパルおやべ、2000年4月10日から2007年1月31日まで営業）が2006年11月に公売されたことに伴い、新たに設立した小矢部まちづくり株式会社により2007年4月25日に開業したものの、コロナ禍による宿泊客の減少に伴い、2021年10月1日を以てホテル事業を休止し、宴会・食事・入浴部門に特化した施設『花水木』に改称した。

## 特色
2012年7月21日　敷地内にて新潟県のセメント会社で使用されていた実物のディーゼル機関車（最大16人利用可）を使用したバーベキュー列車「みこし号」の営業を開始した。その際、車庫と営業場所を結ぶ約60mの専用のレールも敷設された。

## 施設設備
鉄筋コンクリート造り4階建て
- 別館宴会場　晴風庵
- お食事処 「梅の庭」
- 大浴場、露天釜風呂（日帰り入浴可能、温泉は1996年9月に掘削を開始し、1998年12月17日に湧出したものを使用している[6]。）
- カラオケルーム

## 周辺
- クロスランドおやべ